# 필립 메이

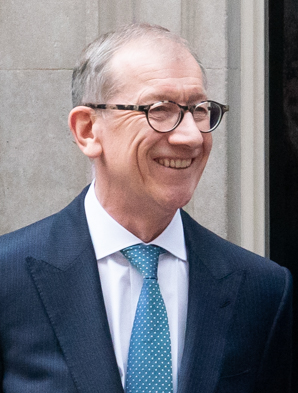
필립 메이

필립 존 메이(영어: Philip John May, 1957년 9월 18일~ )는 영국의 76대 총리 테리사 메이의 남편이다. 대학 시절 동문인 베나지르 부토 전 파키스탄 총리의 소개로 테리사 메이를 만난 것으로 알려졌으며, 1980년 결혼하였다.